# 토미 틸리카이넨
토미 틸리카이넨(Tommi Tiilikainen, 1987년 6월 2일 ~ )은 핀란드의 배구인으로 현재 인천 대한항공 점보스 감독을 맡고 있다.

## 지도자 경력
2012년부터 2016년까지 코콜라 타이거즈의 감독으로 지내며 핀란드 배구 리그 3회 우승, 컵대회 3회 우승 등의 금자탑을 쌓았고 2013년에는 핀란드 배구 리그 최우수 감독상에 선정되기도 했다.
그 후 2016년 독일 배구 리그의 SWD 뒤렌의 감독을 맡았다가 2017년부터 2020년까지 일본 V리그의 울프독스 나고야의 감독으로 지내며 2017-18 시즌 일본 V리그 준우승을 이끌었다.
이후 2021년 5월 4일 로베르토 산틸리 감독 후임으로 대한민국 V리그의 인천 대한항공 점보스의 감독으로 선임되며 역대 V리그 최연소 감독이라는 타이틀을 얻었다.
그리고 부임 첫 시즌인 2021-22 시즌 챔피언결정전에서 프로 출범 이후 17년만에 처음으로 챔프전에 오른 의정부 KB손해보험 스타즈를 상대로 3차전에서 177분간의 대혈투 끝에 승리를 쟁취하며 대한항공의 통합 2연패이자 통산 V리그 3번째 우승 트로피를 선사했고2022년 KOVO컵에서도 대한항공의 통산 5번째 컵대회 우승을 이끔과 동시에 외국인 지도자로는 최초로 KOVO컵 우승을 만드는 기염을 토했다.